# NOHAB
NOHAB (Nydqvist & Holm AB), foi uma empresa de fabricação localizada na cidade sueca de Tröllhatan.

## História
A empresa foi fundada por Antenor Nydqvist, Johan Magnus Lidström e Carl Olof Holm em 1847 como Trollhättans Mekaniska Verkstad que atua na fabricação de turbinas para usinas hidrelétricas. Em 1865 construiu a sua primeira locomotiva a vapor e em 1912 a locomotiva de número 1000 saiu da fábrica.
Reconstituída em 1916 como uma companhia limitada e tornando a NOHAB. Em 1920 a NOHAB recebe uma encomenda de mil locomotivas da Rússia. Apenas 500 foram entregues entre 1921 e 1924.
Em 1924 a NOHAB construiu três locomotivas a vapor, as 4-6-0 para a Bitola estreita com a inscrição #1727, #1728 e #1729 para a Estrada de Ferro Rio d'Ouro no estado do Rio de Janeiro (Brasil). De acordo com registros mantidos pela EF Rio d'Ouro as locomotivas não chegaram ao Brasil antes de 1926.
No início dos anos 50 a NOHAB começou a produzir locomotivas a diesel sob licença da Electro-Motive Division da General Motors.
As estradas de ferro estatais dinamarqueses foram um grande cliente, bem como a norueguês Norges Statsbaner que se entregaram 35 Di 3.
´

## NOHAB na Hungria
Durante os primeiros anos da década de 60 vinte motores a diesel foram construídos pela Nohab para as estradas de ferro estatais húngaras, mas por causa da Cortina de Ferro as importações foram interrompidas em favor de locomotivas soviéticos M62. As locomotivas suecas foram ordenadas pela MÁV como classe M61 com uma confiabilidade comprovada versátil e economia de operação. As mesmo foram usadas em comboios sem parada possível de transporte de resíduos nucleares desde a central nuclear Paks até as instalações de reprocessamento soviéticas, apesar da disponibilidade de locomotivas soviéticos M62.
Hoje, os M61 não estão em serviço comercial com MÁV. A maioria foram demolidas, mas algumas foram preservadas. Uma está em execução para serviços de fretamento oferecidos por um grupo de conservação na Hungria e Roménia e outra faixa de trens de manutenção na região de Budapeste.

## Equipamento Militar
Em 1930 a NOHAB começou a fabricar motor de avião Bristol Jupiter licenciado pela Bristol Aeroplane Company. Dois anos mais tarde, a divisão de motores de aeronaves da NOHAB e AB Svenska Järnvägsverkstäderna de Linköping formaram a fabricante de aviões Saab.
A NOHAB foi também um dos principais fabricantes de turbinas para usinas de energia e bem conhecida pela fabricação de motores marítimos de tamanho médio. A NOHAB também fabricou o chassi da  S-tank. A empresa faliu em 1979.